# Bỏ phiếu kín

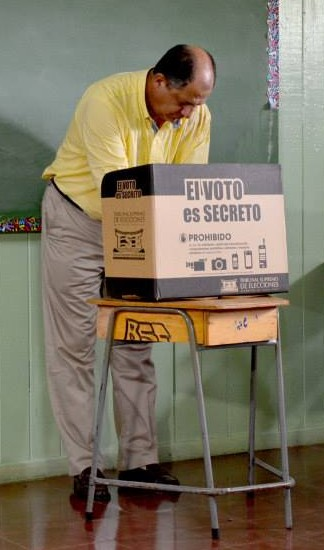
Luis Guillermo Solís, Tổng thống Costa Rica, đang bỏ phiếu kín sau một tấm màn che

Bỏ phiếu kín là phương pháp bỏ phiếu trong đó lựa chọn của cử tri trong một cuộc bầu cử hay trưng cầu dân ý được giữ bí mật (vô danh), giúp ngăn ngừa các tác động bên ngoài ảnh hưởng đến cử tri như hăm doạ hay đút lót. Đây là một trong những biện pháp được đưa ra để thực hiện quyền riêng tư chính trị. Tuy nhiên, bỏ phiếu kín cũng có thể làm gia tăng việc mua phiếu bằng cách trả tiền cho những người ủng hộ đi bầu cử và trả tiền cho những người phản đối không đến bầu, từ đó giảm bớt chi phí mua phiếu.
Hình thức bỏ phiếu kín phù hợp với nhiều hệ thống bỏ phiếu khác nhau. Hình thức đơn giản nhất là dùng các mảnh giấy trắng, và cử tri chỉ viết lên đó lựa chọn của mình mà thôi. Cử tri sẽ không cho ai biết sự lựa chọn của mình và bỏ các lá phiếu đó vào trong một hòm được dán kín, hòm này sau đó sẽ được mở ra để kiểm đếm.
Trong thế giới hiện đại, một trong những hình thức bỏ phiếu kín thường gặp nhất là in sẵn những lá phiếu trên đó có tên của các ứng cử viên. Các điểm bỏ phiếu sẽ cung cấp những lá phiếu này cho cử tri để họ bí mật lựa chọn. Cách bỏ phiếu này được thiết kế để tránh sự thiên vị và ngăn không cho người khác biết được cử tri nào đã bầu cho ai.